# Landkreis Vorpommern-Greifswald
Der Landkreis Vorpommern-Greifswald ist ein Landkreis im Land Mecklenburg-Vorpommern. Er liegt fast ausschließlich im mittleren und südlichen Teil Vorpommerns, umfasst aber zusätzlich ein kleines mecklenburgisches Gebiet am Galenbecker See und die südlich davon gelegene uckermärkische Stadt Strasburg.
Kreisstadt ist die Hansestadt Greifswald. In Pasewalk und Anklam befinden sich Außenstellen der Kreisverwaltung. Neben diesen beiden Städten sind Wolgast und Ueckermünde ebenfalls Mittelzentren. Der Landkreis ist Mitglied im länderübergreifenden Bund der Euroregion Pomerania.

## Geografie

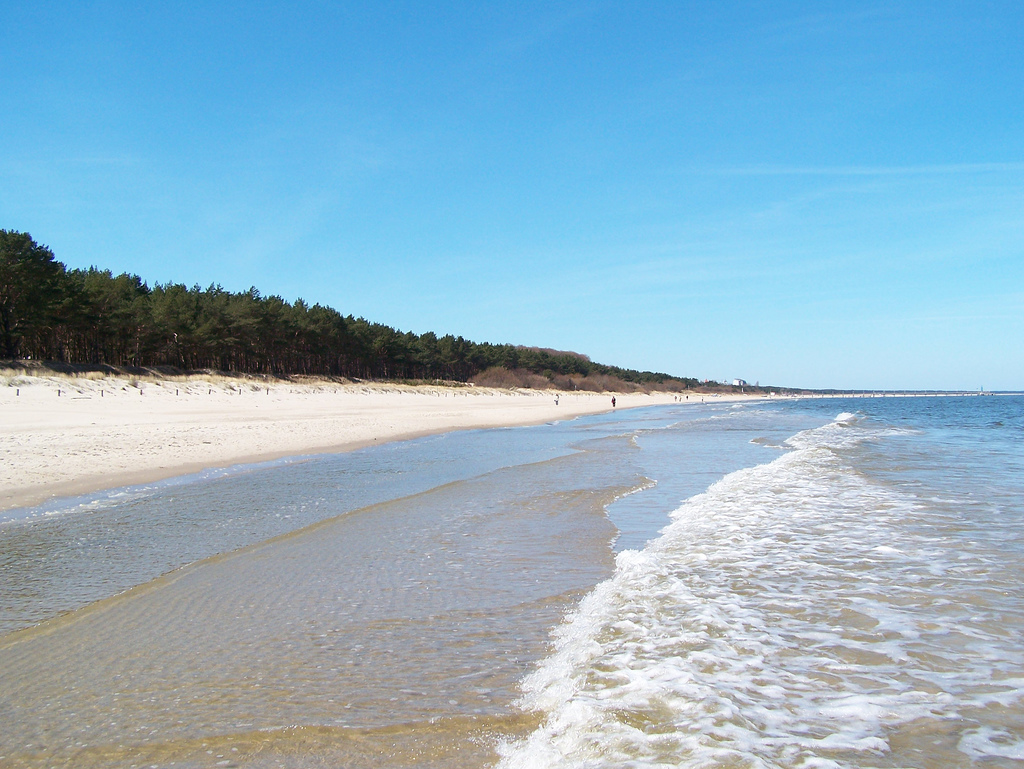
Usedomer Strand im Frühling

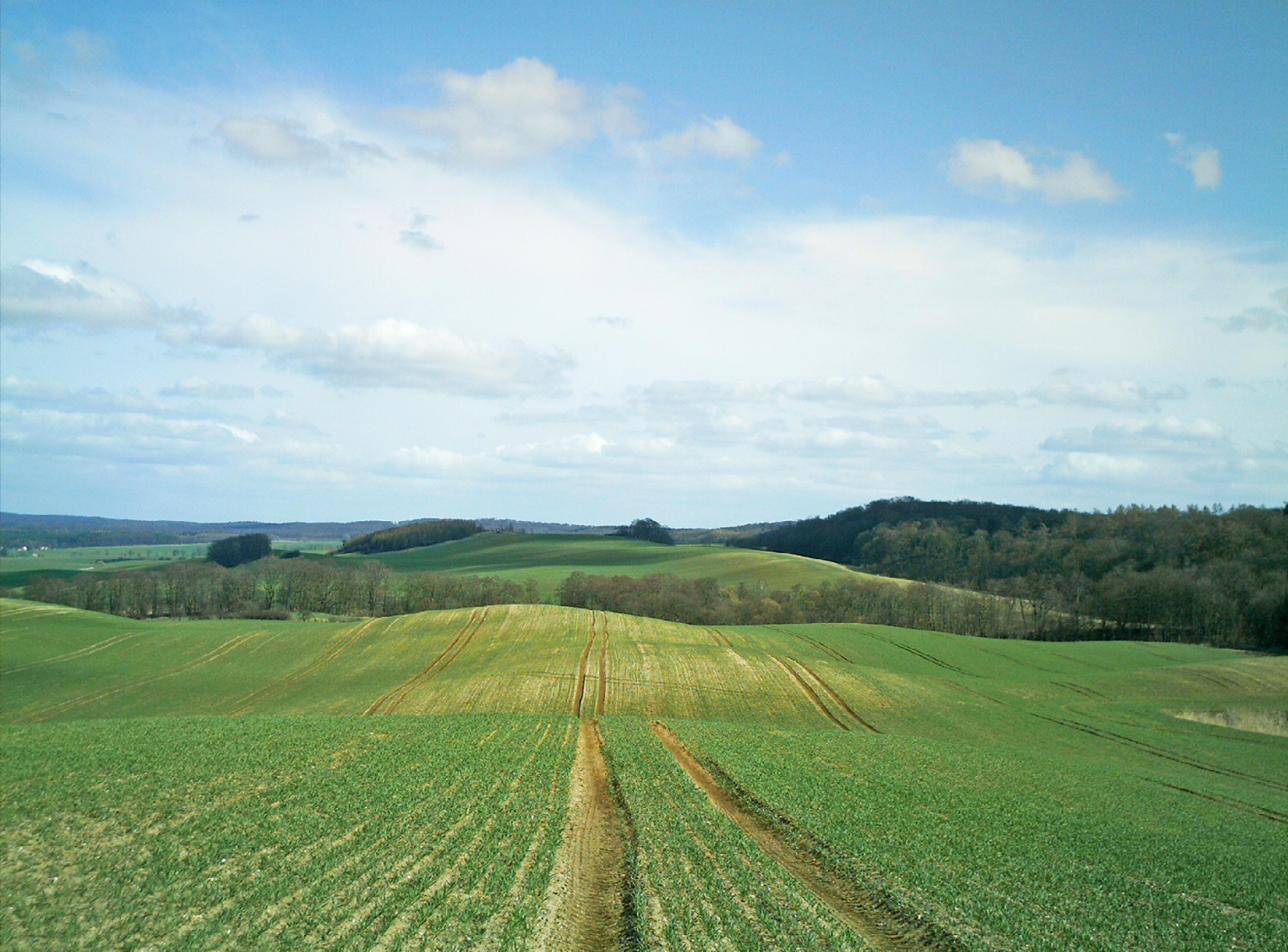
Brohmer Berge

### Lage
Der Landkreis Vorpommern-Greifswald grenzt im Nordwesten an den Landkreis Vorpommern-Rügen und von Westen bis Südwesten an den Landkreis Mecklenburgische Seenplatte. Im Osten grenzt er an Polen und im Süden an Brandenburg.
Die größten Orte sind neben der Kreisstadt Greifswald die Mittelzentren Pasewalk, Anklam, Wolgast, Ueckermünde und Torgelow.
Vorpommern-Greifswald ist der nach Fläche drittgrößte Landkreis Deutschlands.

### Landschaftsgestalt
Der Landkreis ist durch seine Küstenlage zwischen Greifswalder Bodden und Stettiner Haff geprägt.

Im Norden des Landkreises befinden sich mit den Boddengewässern (Greifswalder Bodden, Peenestrom, Krumminer Wiek, Achterwasser, Stettiner Haff) viele Küstengebiete, welche primär durch Schilfgürtel geprägt sind. An der Ostseeküste der Insel Usedom ist der Küstenstreifen als langer Sandstrand ausgeformt. Die Wasserflächen der vielen kleinen Bodden und Wieke durchziehen weite Bereiche der Landschaft im Hinterland zur Ostsee. Das Festland zwischen Anklam und Greifswald ist sehr stark durch die Landwirtschaft geprägt. Der Festlandgürtel zwischen Anklam und Wolgast wird als Lassaner Winkel bezeichnet. Weite Felder und nur kleinere Erhebungen durchziehen die Landschaft, welche von Moränen, Mooren (Peenetalmoor, Ziesebruch, Thurbruch) bestimmt ist. Mit der Insel Usedom befindet sich hier, nach Rügen, die zweitgrößte Insel Deutschlands. Die Insel ist zudem als Naturpark ausgewiesen.
Der Süden des Kreises ist vor allem durch einen höheren Waldbestand geprägt. Entlang der Haffküste sowie in vielen anderen Teilen der Region erstrecken sich die für das Landschaftsbild so typischen Alleen.
Durch die jahrzehntelange Nutzung weiter Teile der Ueckermünder Heide als Truppenübungsplatz der NVA und später auch der Bundeswehr haben sich in diesen Gebieten wertvolle Zwergstrauchheiden und Magerrasen entwickelt. In den Randbereichen sind Naturschutzgebiete und Rückzugsräume z. B. für Seeadler entstanden.
Zwischen der Ueckermünder Heide und den Brohmer Bergen liegt die Friedländer Große Wiese. Sie stellte einst das ausgedehnteste Kalkflachmoor Norddeutschlands dar. Infolge einer großräumigen Melioration in den 1960er Jahren ist von der einstigen Tier- und Pflanzenwelt jedoch nicht mehr viel geblieben. Besondere Bedeutung haben die Wiesenflächen heute als Rast- und Nahrungsrevier für annähernd 100 Brutvogel- und 80 Gastvogelarten.
Die Brohmer Berge zeichnen sich durch ausgedehnte Rotbuchen- und Mischwälder aus. In die Täler und Senken des hügeligen Endmoränenzugs sind viele Waldsölle und Moore eingebettet. Sie bieten den Lebensraum für Schwarzstorch, Schreiadler, Kraniche und auch Rotwild.
Am Rande der Brohmer Berge befindet sich der Galenbecker See mit Rückzugsräumen für in Mitteleuropa gefährdete Tier- und Pflanzenarten.
Im südlichsten Landesteil des Kreise, an der Grenze zur Uckermark, sind eine Vielzahl von Seen, Söllen und Mooren in die weichwelligen lehmigen Grundmoränenplatten eingelagert. Aufgrund der guten Böden wird in diesen Gebieten vorrangig Landwirtschaft betrieben und der Waldanteil ist hier sehr niedrig. Entlang des Randowtals trifft man eine für Deutschland einzigartige Steppenflora an, welche überwiegend durch kontinentalen Trockenrasen gekennzeichnet ist.
Seit 2005 wird der Naturraum durch den Naturpark Am Stettiner Haff geschützt.
Wichtigste Flüsse sind die Peene, die Uecker, die Randow und der Ryck, von denen nur die Peene vollständig schiffbar ist, Uecker und Ryck nur in ihren Mündungsbereichen. Grundmoränen mit verschiedenen Ablagerungen später Stadien der Eiszeit sowie Moore (Peenetalmoor, Friedländer Große Wiese, Ziesebruch, Thurbruch) und Randowbruch prägen die Oberfläche des Kreises.

### Schutzgebiete
Im Landkreis befinden sich 48 ausgewiesene Naturschutzgebiete (Stand Februar 2017).

### Metropolregion Stettin
Der Landkreis wird seit 2012 aktiv durch Kooperationen innerhalb des Ballungsraumes der Metropole Stettin als Teil einer europäischen Metropolregion entwickelt, das gemeinsame Entwicklungskonzept wurde im Juni 2015 vorgestellt.

### Städte und Gemeinden
Die größte Stadt des Landkreises ist die Kreisstadt Greifswald, die gemeinsam mit dem nahen Stralsund als Oberzentrum fungiert. Die nächstgrößten Städte sind Anklam, Wolgast, Pasewalk und Ueckermünde, die ihrerseits Mittelzentren sind.
Im Regionalen Raumentwicklungsprogramm Vorpommern (RREP) von 2010 sind zudem folgende Grundzentren im Landkreis definiert: Ducherow, Eggesin, Ferdinandshof, Gützkow, Heringsdorf, Löcknitz, Lubmin, Strasburg (Uckermark), Torgelow und Zinnowitz. Die Verflechtungsregion mit Polen profitiert zudem durch die großstädtischen Angebote von Stettin, das einen grenzübergreifenden Ballungsraum bildet.
Städte und Gemeinden samt der Zahl der Einwohner am 31. Dezember 2023:
Amtsfreie Gemeinden
1. Anklam, Hansestadt (12.363)
2. Greifswald, Hansestadt und Große kreisangehörige Stadt (60.071)
3. Heringsdorf (8240)
4. Pasewalk, Stadt * (9785)
5. Strasburg (Uckermark), Stadt (4399)
6. Ueckermünde, Stadt (8638)

Ämter mit amtsangehörigen Gemeinden und Städten

* Sitz der Amtsverwaltung
| - 1. Amt Am Peenestrom (15.563) 1. Buggenhagen (206) 2. Krummin (233) 3. Lassan, Stadt (1473) 4. Lütow (440) 5. Sauzin (412) 6. Wolgast, Stadt * (12.092) 7. Zemitz (707) - 2. Amt Am Stettiner Haff (10.404) 1. Ahlbeck (587) 2. Altwarp (433) 3. Eggesin, Stadt * (4785) 4. Grambin (426) 5. Hintersee (320) 6. Leopoldshagen (607) 7. Liepgarten (800) 8. Lübs (335) 9. Luckow (561) 10. Meiersberg (403) 11. Mönkebude (760) 12. Vogelsang-Warsin (387) - 3. Amt Anklam-Land (9419) 1. Bargischow (292) 2. Blesewitz (240) 3. Boldekow (636) 4. Bugewitz (236) 5. Butzow (424) 6. Ducherow (2329) 7. Iven (179) 8. Krien (680) 9. Krusenfelde (161) 10. Medow (504) 11. Neetzow-Liepen (845) 12. Neu Kosenow (470) 13. Neuenkirchen (222) 14. Postlow (300) 15. Rossin (169) 16. Sarnow (360) 17. Spantekow * (1097) 18. Stolpe an der Peene (275) - 4. Amt Jarmen-Tutow (6646) 1. Alt Tellin (390) 2. Bentzin (898) 3. Daberkow (345) 4. Jarmen, Stadt * (2846) 5. Kruckow (640) 6. Tutow (1013) 7. Völschow (514) | - 5. Amt Landhagen (10.785) 1. Behrenhoff (842) 2. Dargelin (368) 3. Dersekow (1149) 4. Hinrichshagen (966) 5. Levenhagen (417) 6. Mesekenhagen (1056) 7. Neuenkirchen * (2406) 8. Wackerow (1542) 9. Weitenhagen (2039) - 6. Amt Löcknitz-Penkun (10.615) 1. Bergholz (310) 2. Blankensee (562) 3. Boock (587) 4. Glasow (148) 5. Grambow (860) 6. Krackow (612) 7. Löcknitz * (3357) 8. Nadrensee (368) 9. Penkun, Stadt (1756) 10. Plöwen (343) 11. Ramin (698) 12. Rossow (442) 13. Rothenklempenow (572) - 7. Amt Lubmin (10.490) 1. Brünzow (678) 2. Hanshagen (918) 3. Katzow (618) 4. Kemnitz (1153) 5. Kröslin (1712) 6. Loissin (806) 7. Lubmin * (2231) 8. Neu Boltenhagen (567) 9. Rubenow (739) 10. Wusterhusen (1068) - 8. Amt Peenetal/Loitz (5993) 1. Görmin (879) 2. Loitz, Stadt * (4254) 3. Sassen-Trantow (860) - 9. Amt Torgelow-Ferdinandshof (14.189) 1. Altwigshagen (369) 2. Ferdinandshof (2709) 3. Hammer a. d. Uecker (453) 4. Heinrichswalde (376) 5. Rothemühl (289) 6. Torgelow, Stadt * (9269) 7. Wilhelmsburg (724) | - 10. Amt Uecker-Randow-Tal (6905) [Sitz: Pasewalk] 1. Brietzig (180) 2. Fahrenwalde (284) 3. Groß Luckow (196) 4. Jatznick (2178) 5. Koblentz (218) 6. Krugsdorf (483) 7. Nieden (158) 8. Papendorf (204) 9. Polzow (255) 10. Rollwitz (886) 11. Schönwalde (398) 12. Viereck (992) 13. Zerrenthin (473) - 11. Amt Usedom-Nord (9536) 1. Karlshagen (3191) 2. Mölschow (817) 3. Peenemünde (370) 4. Trassenheide (958) 5. Zinnowitz * (4200) - 12. Amt Usedom-Süd (11.661) 1. Benz (1115) 2. Dargen (584) 3. Garz (283) 4. Kamminke (245) 5. Korswandt (596) 6. Koserow (1689) 7. Loddin (926) 8. Mellenthin (456) 9. Pudagla (491) 10. Rankwitz (531) 11. Stolpe auf Usedom (372) 12. Ückeritz (1041) 13. Usedom, Stadt * (1723) 14. Zempin (951) 15. Zirchow (658) - 13. Amt Züssow (11.482) 1. Bandelin (547) 2. Gribow (138) 3. Groß Kiesow (1273) 4. Groß Polzin (392) 5. Gützkow, Stadt (2955) 6. Karlsburg (1846) 7. Klein Bünzow (682) 8. Murchin (776) 9. Rubkow (622) 10. Schmatzin (290) 11. Wrangelsburg (239) 12. Ziethen (429) 13. Züssow * (1293) |

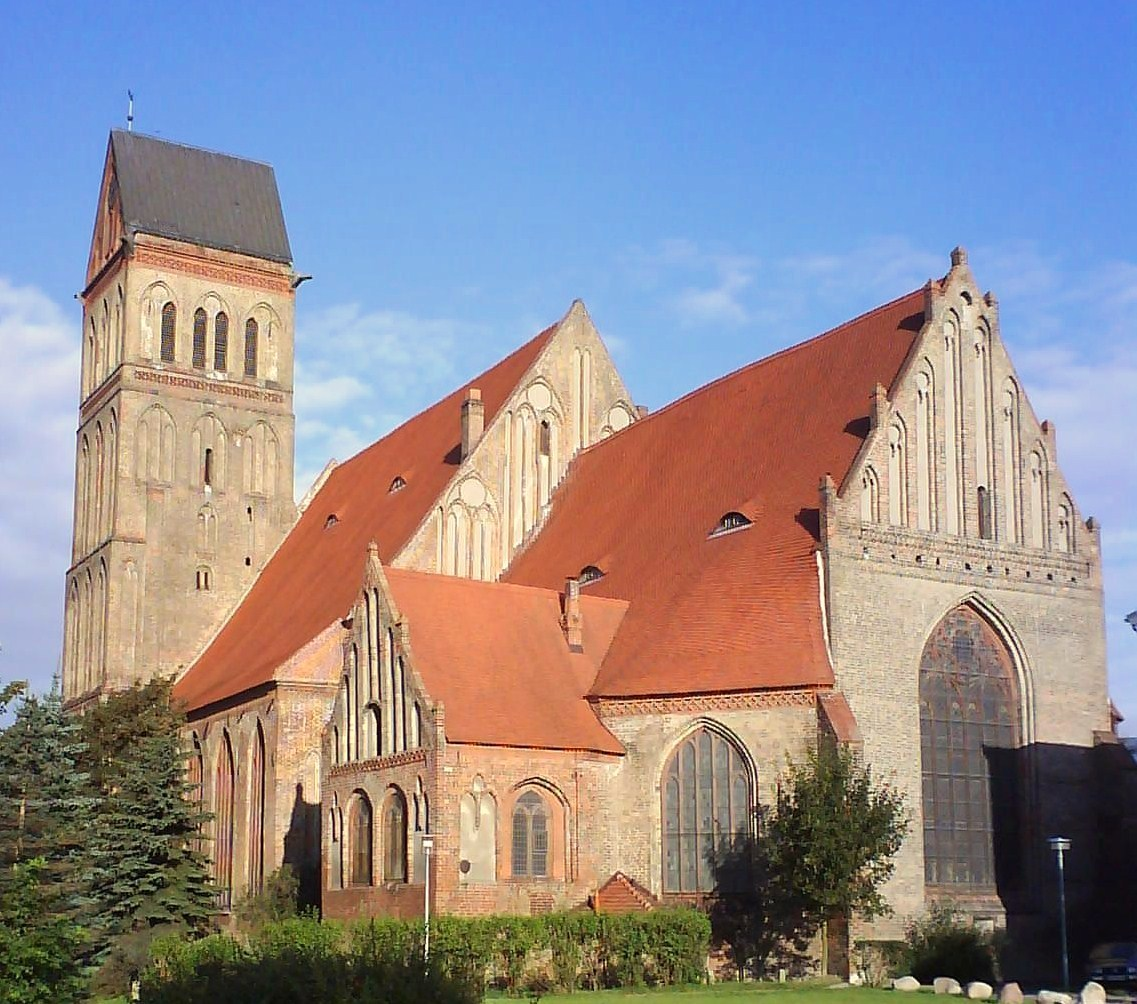
Sankt Marien in Anklam
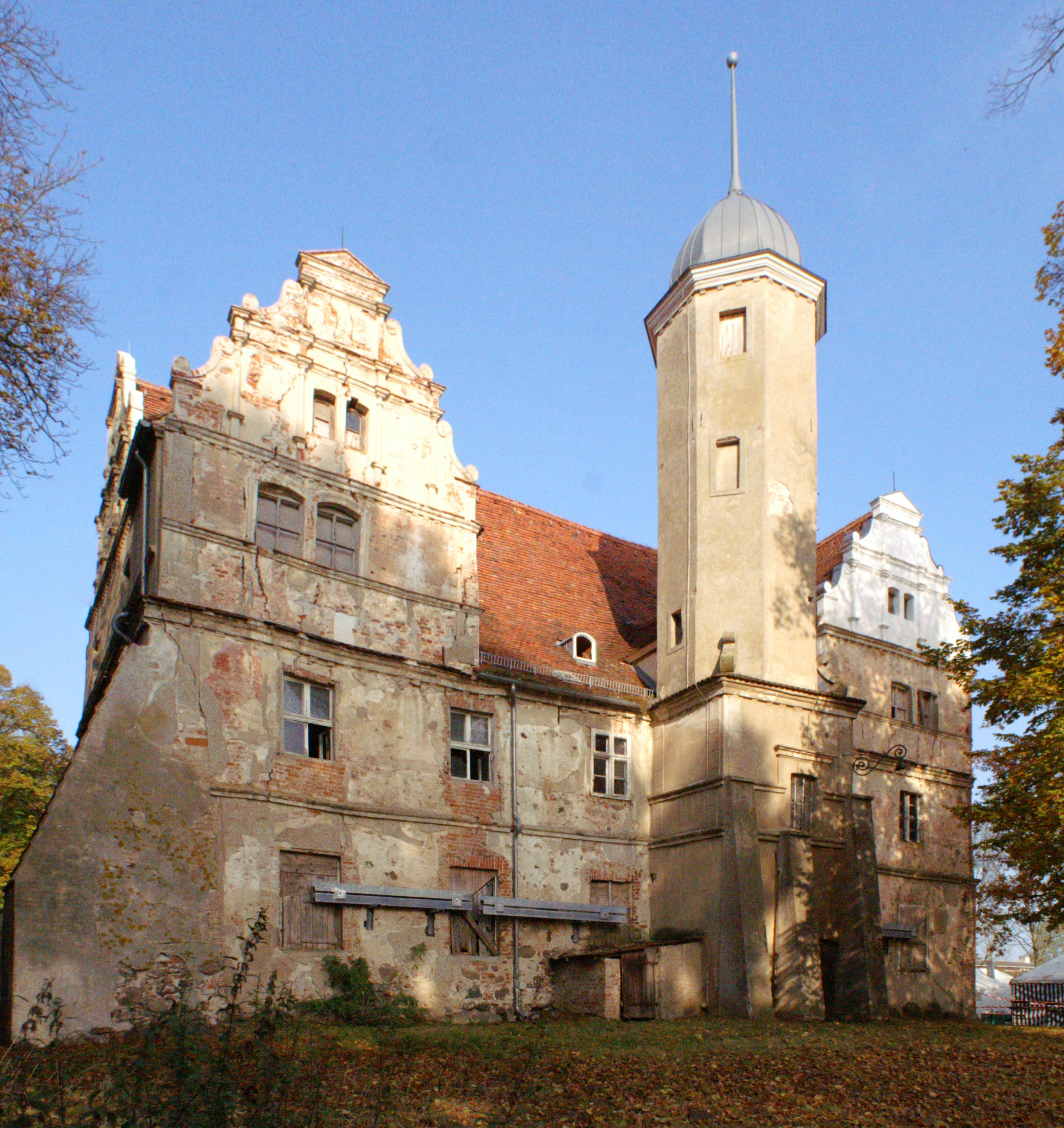
Wasserschloss Quilow
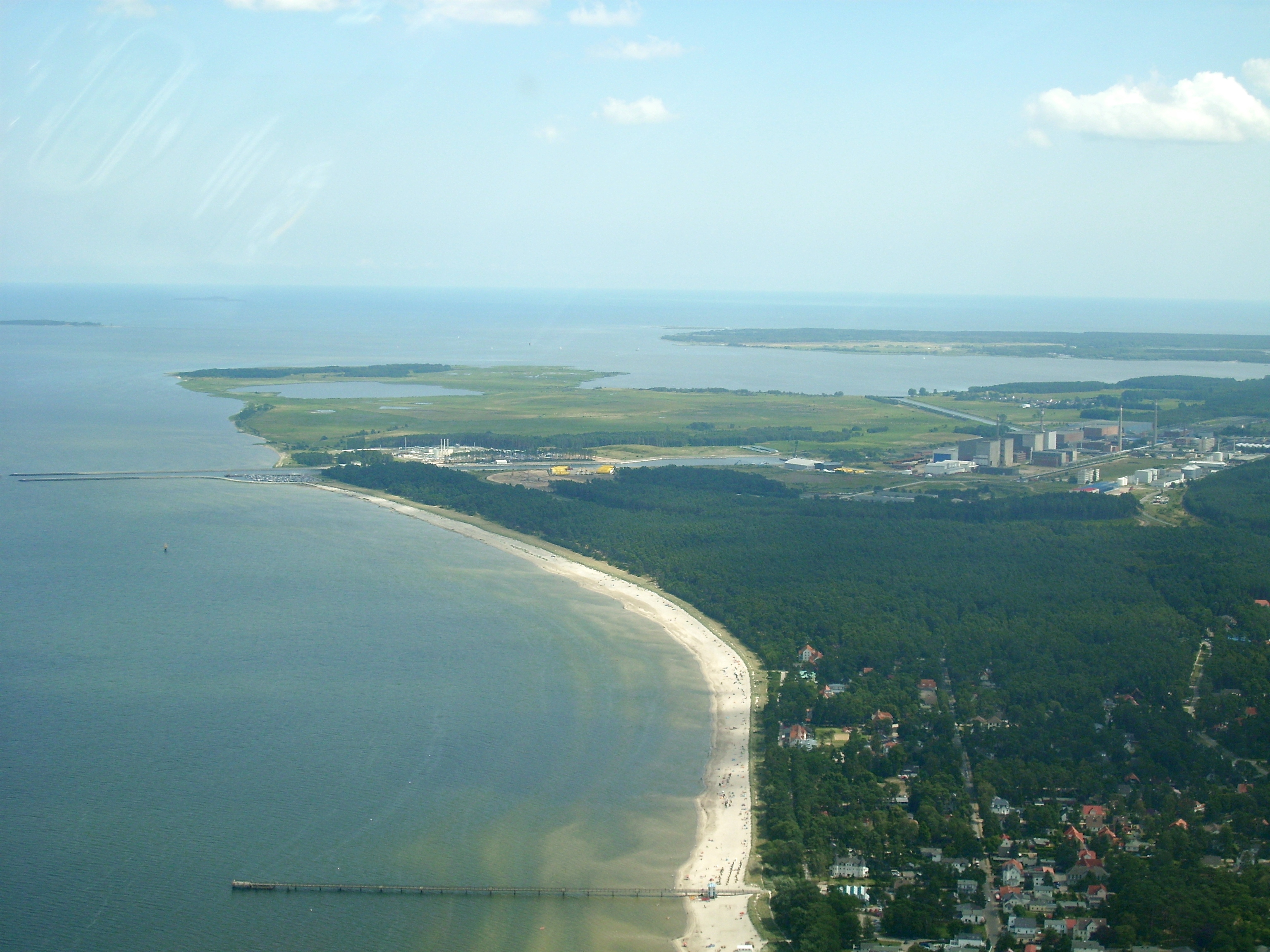
Lubmin mit Strand
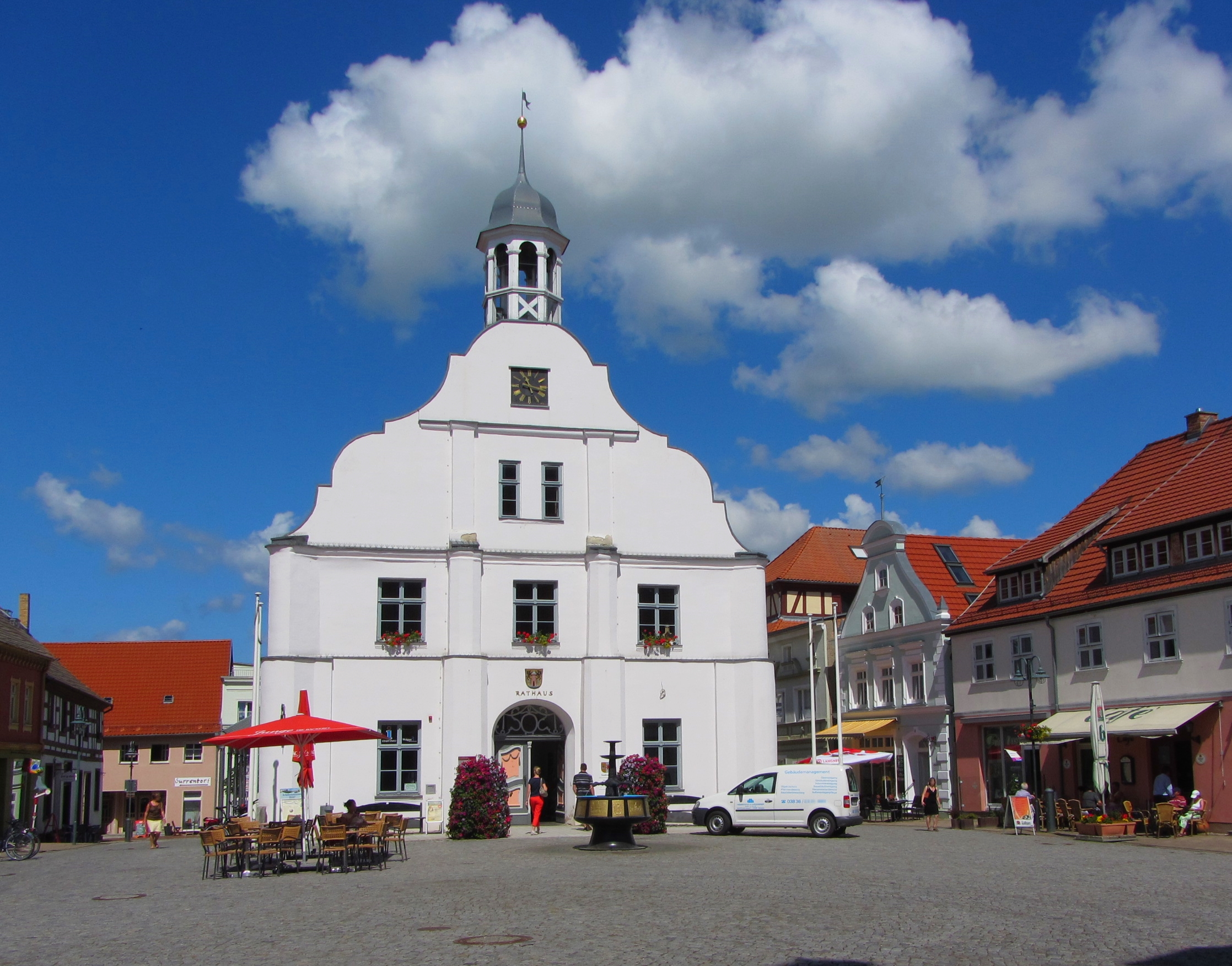
Wolgast
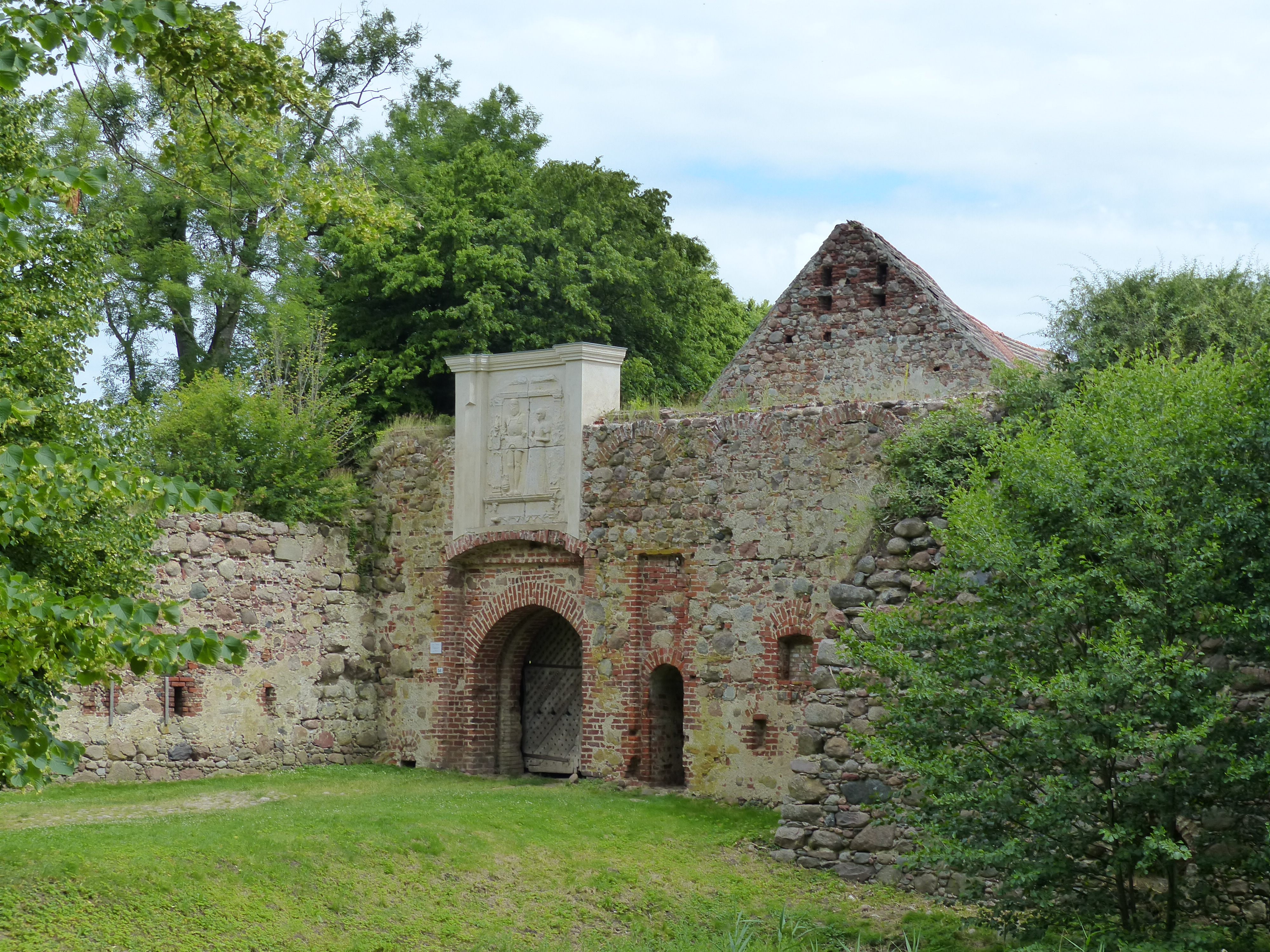
Festung Spantekow
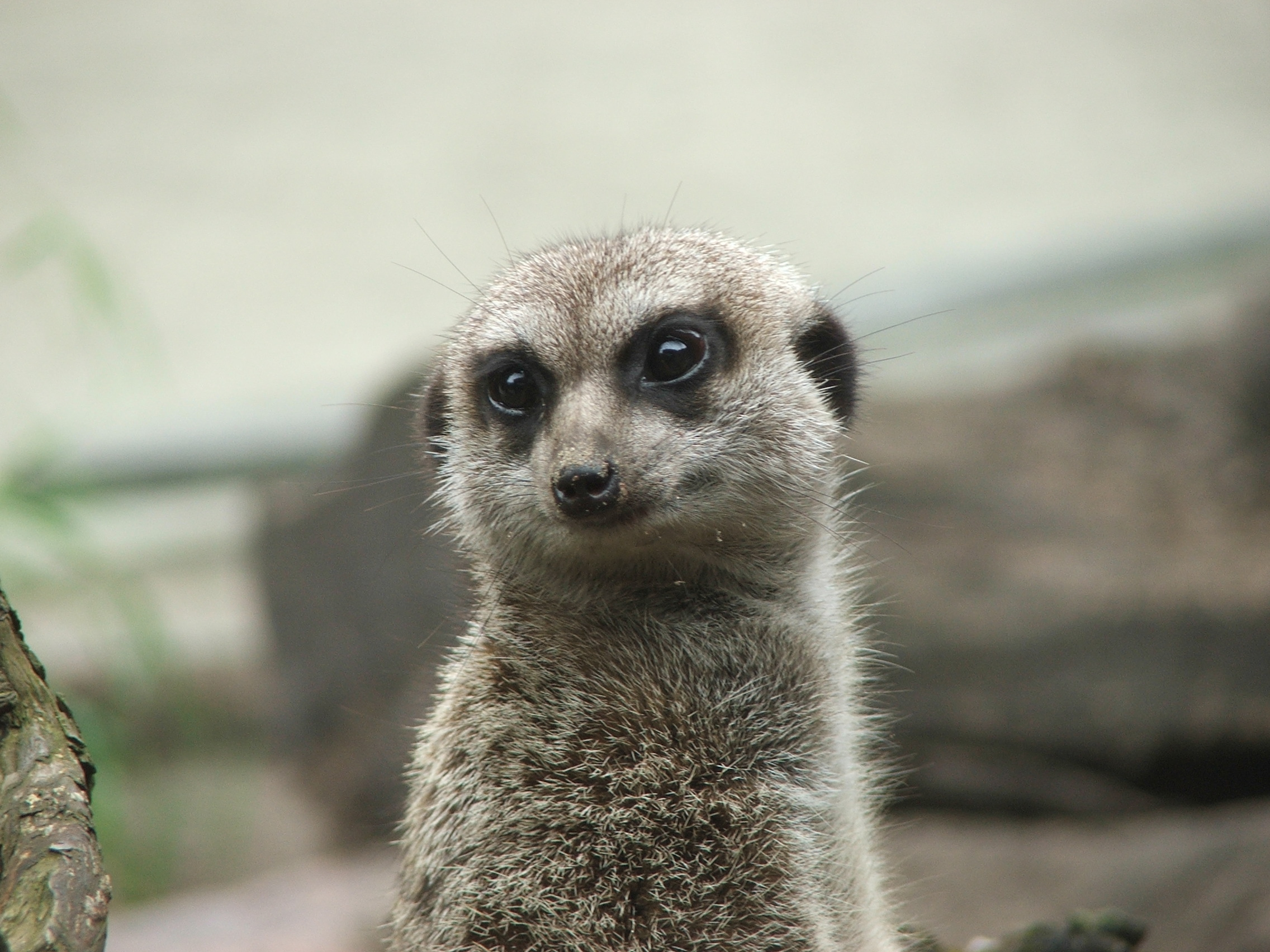
Tierpark Ueckermünde

#### Gebietsänderungen
- Auflösung der Gemeinden Buddenhagen und Hohendorf – Eingemeindung in die Stadt Wolgast (1. Januar 2012)
- Auflösung der Gemeinde Neuendorf A – Eingemeindung in die Gemeinde Ducherow (1. Januar 2012)
- Auflösung der Gemeinde Neuendorf B – Eingemeindung in die Gemeinde Spantekow (1. Januar 2012)
- Auflösung der Gemeinde Putzar – Eingemeindung in die Gemeinde Boldekow (1. Januar 2012)
- Auflösung der Gemeinden Damerow und Züsedom – Eingemeindung in die Gemeinde Rollwitz (1. Januar 2012)
- Auflösung der Gemeinden Blumenhagen und Klein Luckow – Eingemeindung in die Gemeinde Jatznick (1. Januar 2012)
- Auflösung der Gemeinde Düvier – Eingemeindung in die Stadt Loitz (1. Juli 2012)
- Fusion der Gemeinden Liepen und Neetzow – Neubildung der Gemeinde Neetzow-Liepen (1. Januar 2014)
- Auflösung der Gemeinden Heinrichsruh und Torgelow-Holländerei – Eingemeindung in die Stadt Torgelow (25. Mai 2014)
- Auflösung der Gemeinde Kölzin – Eingemeindung in die Stadt Gützkow (25. Mai 2014)
- Auflösung der Gemeinde Diedrichshagen – Eingemeindung in die Gemeinde Weitenhagen (26. Mai 2019)
- Fusion der Gemeinden Karlsburg und Lühmannsdorf – Neubildung der Gemeinde Karlsburg (26. Mai 2019)

## Geschichte

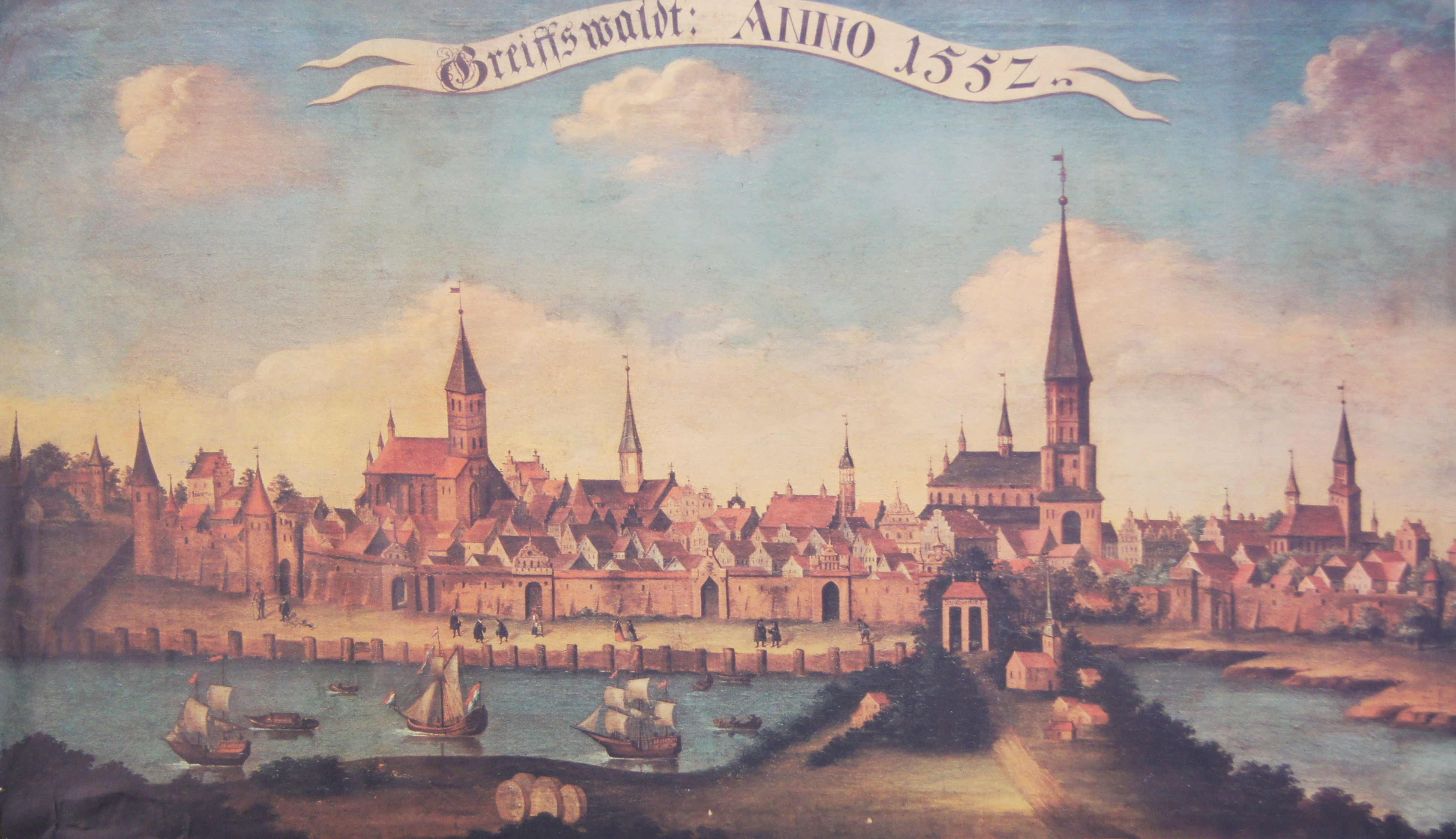
Greifswald 1552, Zeichnung von Johann Gottlieb Giese

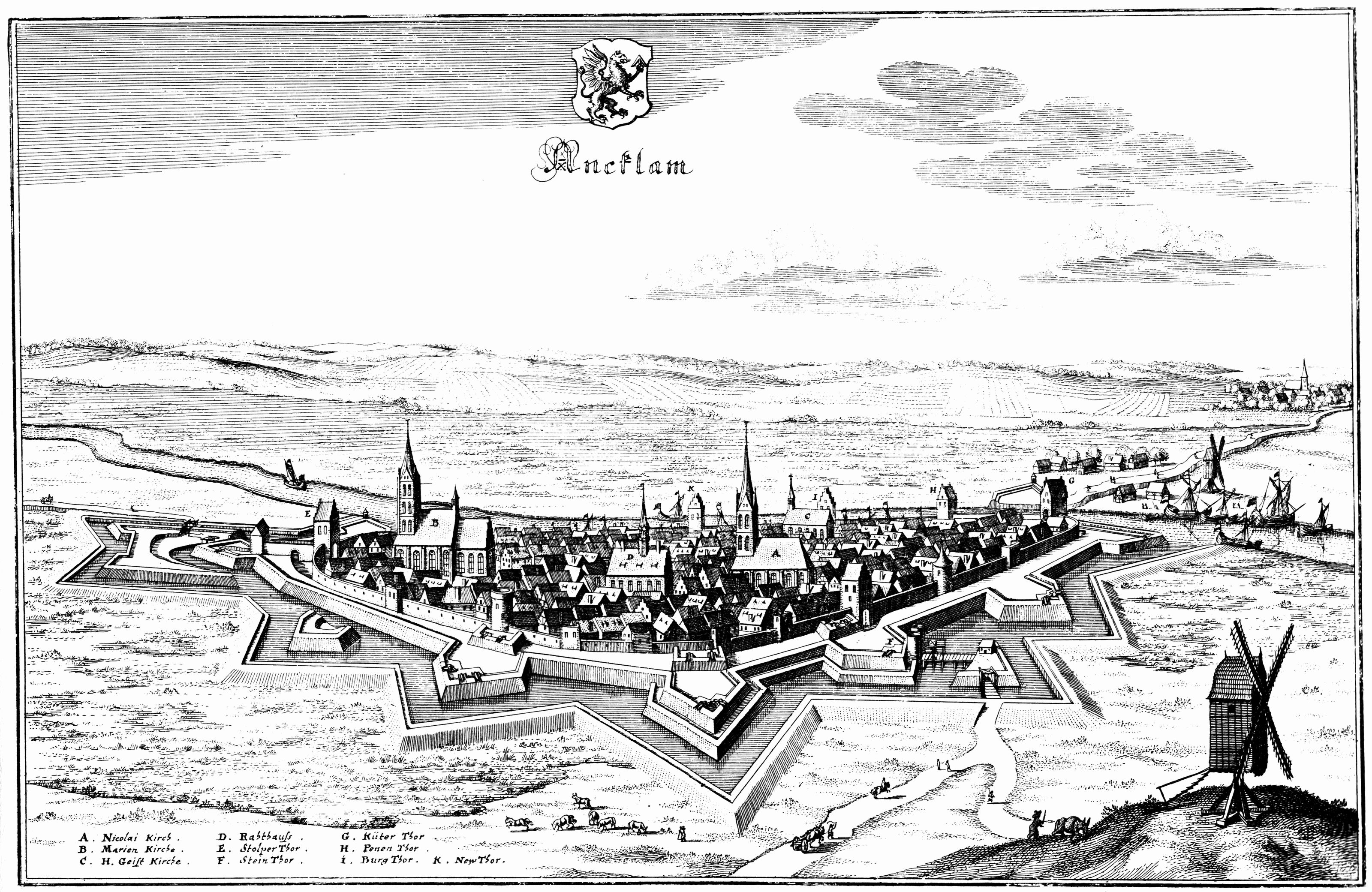
Anklam 1650 als Festungsstadt Schwedisch-Pommerns

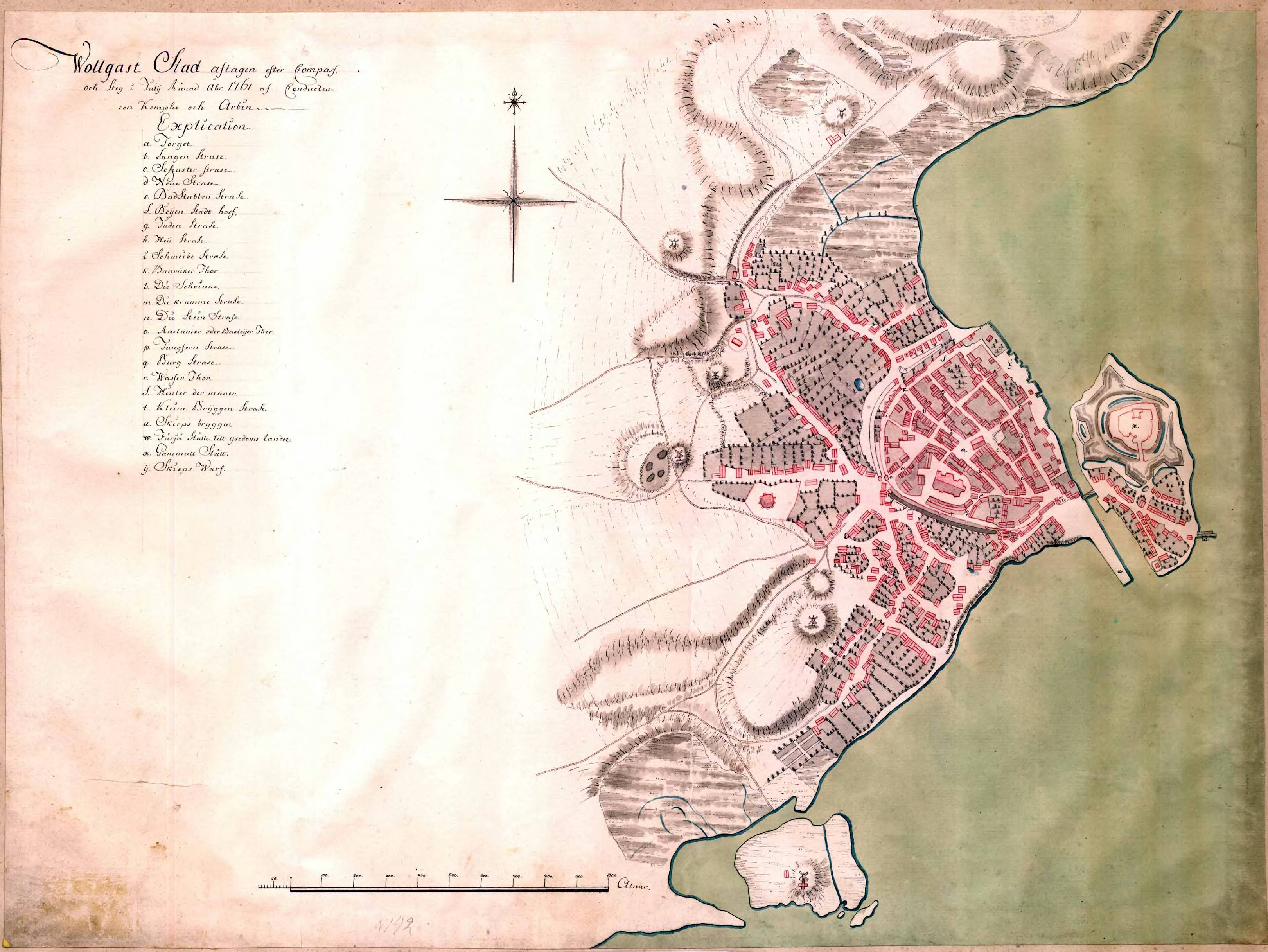
Wolgast um 1760

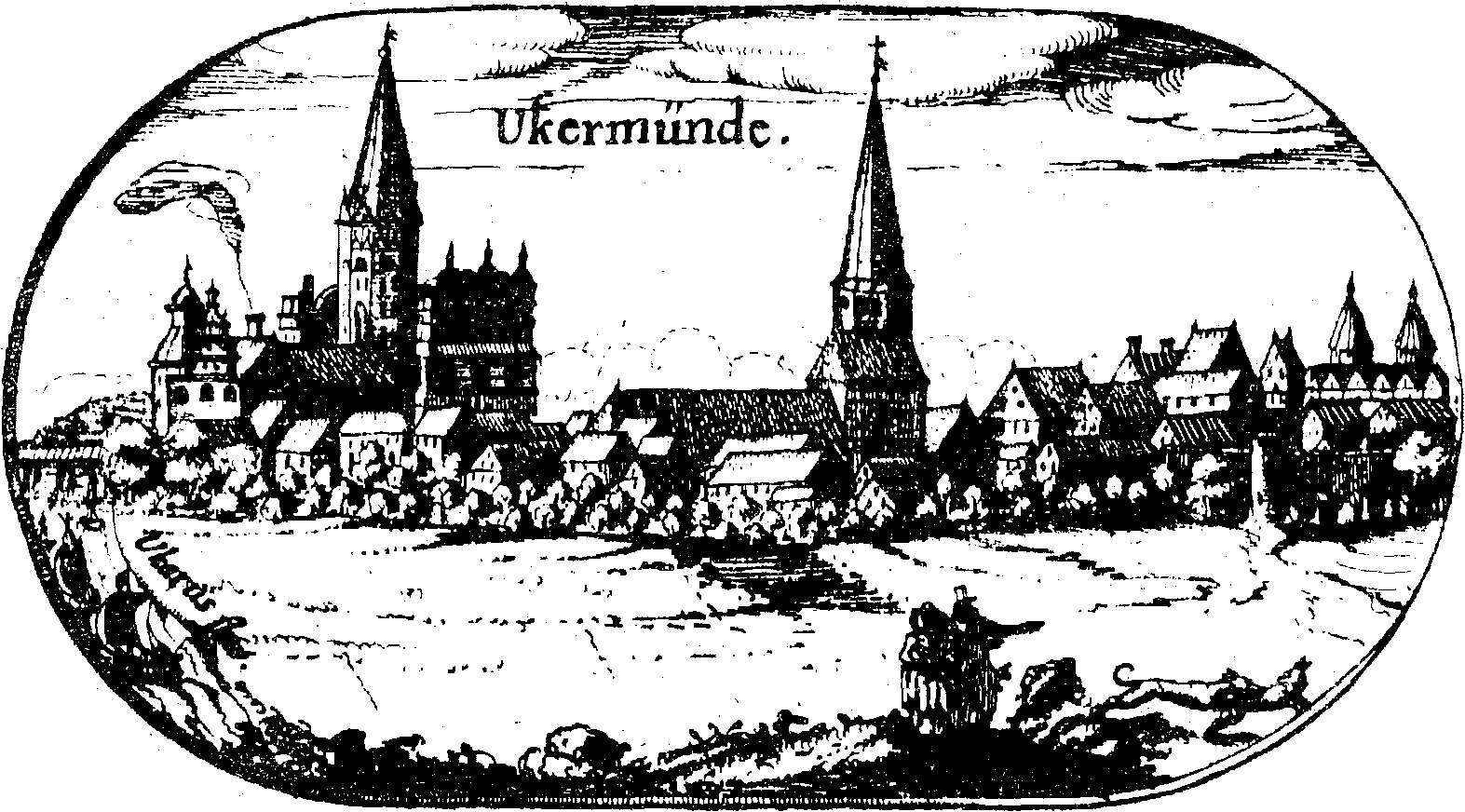
Ansicht von Ueckermünde Anfang des 17. Jh.

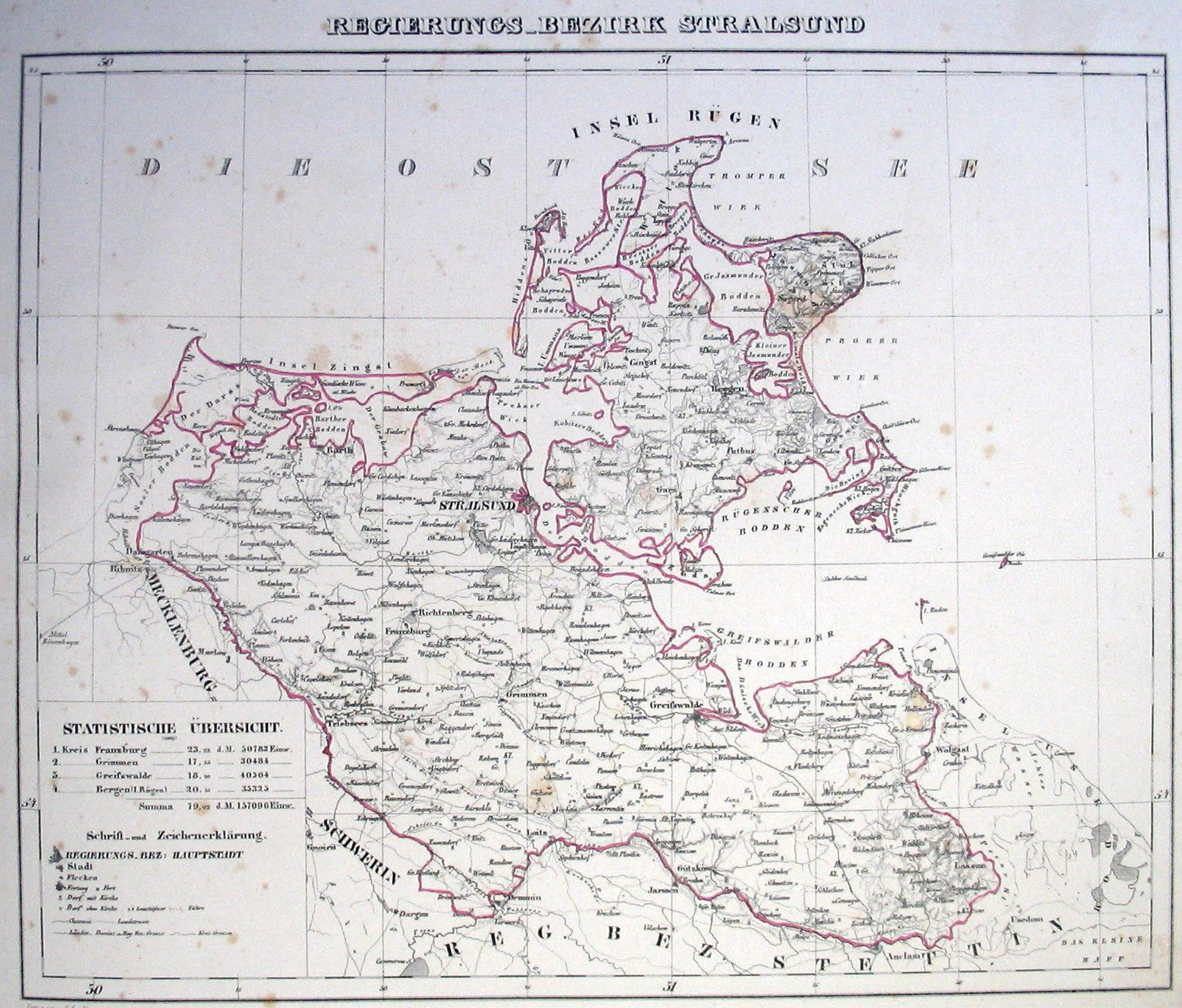
Der 1818 gebildete preußische Regierungsbezirk Stralsund war vom Gebietsstand her mit Schwedisch-Pommern ab 1720 identisch.

Der heutige Landkreis Vorpommern-Greifswald umfasst den südlichen Teil Vorpommerns, dem nach dem Zweiten Weltkrieg bei Deutschland verbliebenen Teil der vormals preußischen Provinz Pommern sowie kleine Teile der Uckermark und Mecklenburgs.

### Vorgeschichte
Die ersten Menschen kamen nach der Weichseleiszeit in die Region. Im Tal der Randow bei Wollschow, im Schwingetal südwestlich von Greifswald und an vielen anderen Stellen des Kreises zeugen eine Anzahl von Großsteingräbern und Steinkisten davon, dass Angehörige der neolithischen Trichterbecherkultur, etwa 4000 v. Chr., den Raum besiedelten. Beispielsweise ist das sogenannte „Walfischgrab“ (Wollschow 34) eine 1929 ausgegrabene Steinkiste. Sie verdankt ihren Namen der Form des Decksteins. In der nur 0,8 × 0,5 m messenden Kammer wurden drei Kinderskelette in Hockerstellung (angezogene Beine) und eine Keramikschale gefunden.
Schalensteine, Hügelgräber und viele aufgedeckte Siedlungen in der Region, die besonders beim Bau der A 20 und der Gasleitungen von Lubmin gefunden wurden, sind Denkmäler aus der Bronzezeit (Germanen).

### Frühes Mittelalter
Mit der Völkerwanderung um 400 bis 600 zogen die germanische Stämme aus dem Gebiet in Richtung Süden und Westen.
Vom 6. bis zum 7. Jahrhundert zogen Westslawen in die zum Teil verwaiste Region. Die einzelnen Stämme, wie die Ukrer/Ukranen, Redarier und Zirzipanen gehörten zu den Wenden, die dem Bund der Liutizen zuzurechnen sind. Viele Burgwälle, Siedlungen und Gräberfelder zeugen bis heute von den Wenden.
Durch Feldzüge der polnischen Herzöge Bolesław I. der Tapfere um 1000 gegen die heidnischen Pomoranen und Bolesław III. Schiefmund in den Jahren 1116, 1119 und 1121 gehörte ein Großteil des heutigen Landkreises in historisch kurzen Zeiträumen zum Königreich Polen unter den Piasten.
1005 entzogen sich die Pommeranen erneut der Kontrolle des polnischen Herzogs Bolesław Chrobry und Bischof Reinbern verließ Kolberg. Um 1046 wird Zemuzil Bomerianorum als erster namentlich bekannter Herrscher der Pommern erwähnt.
Um 1123/24 unterwarf der – seit 1122 wieder Polen unterstehende – Pomoranenfürst Wartislaw I. erneut Gebiete westlich der Oder auf ursprünglich liutizischem Gebiet. 1168 wurde Rethra und die Jaromarsburg auf Arkona zerstört. Die Slawen wurden christianisiert und Mönche ließen sich in der Region nieder. Die eingesessenen Pomoranen sowie die Anfang des 12. Jahrhunderts unterworfenen Slawen westlich der Oder wurden in den folgenden Jahrhunderten zum größten Teil in die von deutschen Siedlern dominierte neue Gesellschaftsordnung integriert und assimiliert.

### 12. bis 18. Jahrhundert
Bedingt u. a. durch die Entvölkerung ganzer Landstriche durch die Kriege des 12. Jahrhunderts (innerostseeslawische Kriege, Wendenkreuzzug, dänische Invasionen) in Pommern begünstigten die pommerschen Herzöge die deutsche Ostsiedlung und traten 1181 dem Heiligen Römischen Reich bei. Es kamen Siedler aus Holstein, Niedersachsen und Westfalen in die Region und brachten moderne Ackerbaumethoden mit.
In der Folgezeit bildete sich das Handwerk zusammen mit dem Fischfang neben der Haupterwerbsquelle der Landwirtschaft heraus. Die erwirtschafteten Waren wurden auch über die Wege der Hanse verkauft. Die wichtigsten Handelswege der Zeit waren die Seewege über die Ostsee sowie Fluss- und Wegeverbindungen ins Hinterland. Im Süden entwickelten sich Kohlemeiler und Ziegeleien zur Nutzung lokaler Tonvorkommen. Zudem wurde Raseneisenerz aus der Region und Roheisen aus Schweden in den Eisenhütten verarbeitet.
1456 wurde die Universität Greifswald gegründet.
Von 1512 bis 1806 war Pommern innerhalb des Römischen Reiches dem Obersächsischen Reichskreis zugehörig, welcher im Zuge von Reformen des deutschen Kaisers Maximilian I. (1459–1519) entstand.
In der Zeit des Dreißigjährigen Krieges wurde das Gebiet fast vollständig entvölkert. Nach dem Westfälischen Frieden, als das Gebiet an Schweden fiel, wurde die Gegend langsam wieder besiedelt.

1720, mit dem Frieden von Stockholm, fiel das Gebiet südlich der Peene, einschließlich der Insel Usedom an Brandenburg-Preußen. In dieser Zeit wurde die Landwirtschaft weiter kultiviert. Hier entstanden Handwerksbetriebe wie Sägewerke, Köhlereien, Eisenhütten und Werften und die geregelte Forstwirtschaft wurde eingeführt.
Das polnische Preußen königlichen Anteils (ab 1773 Westpreußen), das noch zu Schweden gehörende Vorpommern und Mecklenburg galten für den Preußenkönig Friedrich II. als strategische Ziele zukünftiger Erwerbungen. Das teilte er bereits als Kronprinz in einem Brief von 1731 seinen Kammerjunker Dubislav Gneomar von Natzmer mit.
Auch im Siebenjährigen Krieg (1756–1763) war das Kreisgebiet Kriegsschauplatz, welcher auch in der Region Pommern deutliche Spuren hinterließ. Möglicherweise wird historisch Bezug mit dem Kinderlied Maikäfer flieg genommen 
Nach dem Siebenjährigen Krieg wurde die Landwirtschaft weiter kultiviert, es entstanden Molkereien, der Viehbestand nahm zu und die Fruchtwechselwirtschaft wurde eingeführt. Die Bevölkerung verdoppelte sich in weniger als 100 Jahren. Durch die rege Fabriktätigkeit der Ziegeleien, Eisengießereien und Schneidemühlen fanden mehr Menschen den Haupterwerb in der Industrie. Gefördert wurde die industrielle Entwicklung durch die Funde von Raseneisenerz bei Ueckermünde und Torgelow.

### 19. bis 20. Jahrhundert
Seit Mitte des 19. Jahrhunderts entwickelte sich im Kreisgebiet der Tourismus besonders auf der Insel Usedom. Die benachbarten Seebäder Ahlbeck, Heringsdorf und Bansin sowie Swinemünde galten als die „Badewanne Berlins“ und die gut betuchten Touristen aus Berlin und Stettin prägten das Erscheinungsbild der mondänen Seebäder als Treffpunkte der „Hautevolee“ und als nobles Szenebad.
Die Entwicklung des Ostsee-Tourismus war eng mit der Entwicklung der Eisenbahn Ende des 19. Jahrhunderts verbunden (Bahnstrecke Ducherow–Heringsdorf–Wolgaster Fähre, Bahnstrecke Angermünde–Stralsund, Bahnstrecke Berlin–Szczecin).
Von 1936 bis 1945 existierte im Nordwesten der Insel Usedom die Heeresversuchsanstalt Peenemünde. Unter dem Kommando von Walter Dornberger, seit Juli 1935 Chef der Raketenabteilung im Heereswaffenamt, und dem Technischen Leiter Wernher von Braun wurde in dem militärischen Sperrgebiet primär die erste funktionsfähige Großrakete Aggregat 4 (V2) entwickelt und getestet.

### 1945 bis 1990
Es wurden seit den 1950er Jahren die Kollektivierung in Verbindung mit der Industrialisierung der Landwirtschaft vorangetrieben. Der Fischfang wurde ebenfalls industrialisiert und fischverarbeitende Betriebe wurden geschaffen. Die südliche Region wurde durch die Stationierung von Truppen der NVA und der Einrichtung von Truppenübungsplätzen geprägt. Der nördliche Landesteil war überwiegend landwirtschaftlich geprägt. Hier entstanden große Betriebe zur Nahrungsmittelerzeugung.
Der Tourismus in der DDR an der Ostsee wurde auch im heutigen Landkreis durch den FDGB-Feriendienst mit FDGB-Ferienheimen abgewickelt. Viele Betriebe hatten außerdem ihre betrieblichen Erholungseinrichtungen für ihre Werktätigen und Betriebsferienlager für dessen Kinder.
Zentrale Pionierlager existierten in Trassenheide, Lubmin und Ahlbeck. Großer Beliebtheit auf Usedom erfreute sich auch das Camping.
1973 ging in Lubmin das Kernkraftwerk Greifswald in Betrieb. 1990 wurde das Kernkraftwerk stillgelegt.

### Nach 1990
Nach der Wiedervereinigung wurde die Landwirtschaft neu geordnet. Mit der Schließung und Abwicklung von Volkseigenen Betrieben und des Kernkraftwerkes Lubmin sowie aufgrund der Auflösung aller Armeestandorte der NVA auf Usedom verloren Tausende von Arbeitnehmern ihre Beschäftigung. Auch die Peene-Werft in Wolgast entließ einen Großteil ihrer ursprünglich 4000 Beschäftigten.
Die Zahl der Übernachtungen in Usedomer Unterkünften ging nach 1990 zunächst drastisch zurück. Einerseits waren die Eigentumsfragen im Hotelgewerbe nach der Wende ungeklärt, andererseits entsprachen viele Einrichtungen nicht dem höheren westlich-internationalen Standard.
Die Transformationsprozesse und Strukturschwäche seit den 1990er Jahren führten zu einer hohen Abwanderung vom qualifizierten Arbeitskräften und einer Binnenmigration in die alten Bundesländer. Bis heute ist die Region durch eine geringe Siedlungsdichte und einen vielfältigen Naturraum besonders im Süden des Landkreises geprägt.
Die zögerliche wirtschaftliche Entwicklung der Region, das geringe Verkehrsaufkommen und das damit verbundene hohe unternehmerische Risiko hatten auch Auswirkungen auf den Ausbau der Infrastruktur für Autofahrer und Touristen an der Bundesautobahn A20. Von 2001 bis 2005 wurden die Abschnitte der Ostseeautobahn im Landkreis bereits für den Verkehr freigegeben.
Mit dem Autobahnbau wurden die Städte Greifswald, Anklam, Pasewalk oder Jarmen an den Bundesstraßen 104, 105, 109, 110, 111, 113, 197 und 199 vom Durchgangs- und Reiseverkehr von und an die Ostsee insbesondere in der Sommersaison entlastet. Von der erheblich verkürzten An- und Abreise der Ostseeurlauber profitiert besonders die Tourismusbranche auf der Insel Usedom.
Erst am 21. Juli 2016 wurde die Tank-/Raststätte „Demminer Land“ zwischen den Anschlussstellen Jarmen und Anklam eröffnet. Sie befindet sich nur einseitig auf der westlichen Seite der A 20, ist aber von beiden Fahrbahnen aus über eine Brücke erreichbar. Sie ist bislang die einzige Raststätte in Vorpommern.
Nach Osten hin sinkt das Verkehrsaufkommen bis auf unter 12.000 Kraftfahrzeuge ab. Im Bereich Pasewalk befahren lediglich durchschnittlich 9400 Fahrzeuge täglich die A 20, was einer gut frequentierten Kreisstraße entspricht. Der östliche Teil der A 20 gehört zu den Autobahnen mit der geringsten Verkehrsstärke in Deutschland.
Seit Ende des Sozialismus in Polen entwickelte sich die benachbarte Region Stettin zu einem boomenden Wirtschaftsraum. Die Entwicklung wurde durch den Beitritt der Republik Polen in die Europäische Union am 1. Mai 2005 und die damit verbundene Freizügigkeit gemäß Art. 21 Abs. 1 AEUV im gegenseitigen Interesse noch mehr gefördert.
Der damit verbundene Anstieg der Immobilienpreise in Stettin macht die Gemeinden im Amt Löcknitz-Penkun und auch im Amt Am Stettiner Haff für viele Polen aufgrund der unmittelbaren Grenznähe zu attraktiven Wohnorten. Dadurch entwickelte sich die Infrastruktur in Löcknitz hauptsächlich dank der Zugezogenen aus dem Nachbarland wieder.

### Verwaltungsgeschichte seit 1945
Nach dem Zweiten Weltkrieg prägte Flucht und Vertreibung der deutschen Bevölkerung das Gebiet. Der genaue Verlauf der heutigen deutsch-polnischen Grenze im heutigen Kreisgebiet war noch nicht völlig geklärt (Alliierte Vereinbarungen sahen Anfang August 1945 einen Grenzverlauf „unmittelbar westlich von Swinemünde und von dort die Oder entlang bis zur Einmündung der westlichen Neiße“[16] vor, die Oder-Neiße-Linie.).
Im Schweriner Grenzvertrag wurde am 21. September 1945 eine Präzisierung der Westgrenze Polens im Abschnitt Swinemünde – Greifenhagen festgelegt. Die Stadt Stettin und die östlichen Teile der damaligen Landkreise Ueckermünde und Greifenhagen wurden von der Roten Armee an Polen übergeben. Deshalb wird dieses historisch zu Vorpommern gehörende Gebiet von den dort vertriebenen Deutschen auch als Stettiner Zipfel genannt. Auf der Insel Usedom wurde am 6. Oktober 1945 die Hafenstadt Swinemünde unter polnische Verwaltung gestellt.
In seiner Eigenschaft als Stadtpräsident von Stettin erließ Piotr Zaremba die Anweisung, die verbliebenen Deutschen im November 1945 über die Bahn nach Greifswald zu transportieren. Es wurden Funktionen für den bei Deutschland verbliebenen Teil Pommerns von Stettin nach Greifswald verlegt, u. a. die Leitung der pommerschen Landeskirche, das Landesarchiv und die Reichsbahndirektion.
1945 wurde auf Veranlassung der sowjetischen Besatzungsmacht das Land Mecklenburg-Vorpommern gegründet; 1947 umbenannt in Mecklenburg. 1952 traten an die Stelle von Ländern die DDR-Bezirke. Das Gebiet von Mecklenburg wurde auf die Bezirke Rostock, Schwerin und Neubrandenburg aufgeteilt. Der südlichste Zipfel Vorpommerns von Grünz im Westen bis an die Staatsgrenze zwischen der DDR und der Republik Polen im Osten wurde dem Bezirk Frankfurt (Oder) zugeordnet.
In den jeweiligen Bezirken Rostock und Neubrandenburg wurden zeitgleich auf dem Gebiet des heutigen Landkreises Vorpommern-Greifswald die DDR-Kreise Greifswald, Anklam, Wolgast, Strasburg (teilweise), Pasewalk und Ueckermünde sowie ab 1974 der Stadtkreis Greifswald gebildet.
Bei der Kreisgebietsreform 1994 entstanden aus den DDR-Kreisen der Landkreis Ostvorpommern, der Landkreis Uecker-Randow sowie die kreisfreie Hansestadt Greifswald. Zwei Ämter des heutigen Landkreises Vorpommern-Greifswald lagen zudem von 1994 bis 2011 im Landkreis Demmin.
Der Landkreis Vorpommern-Greifswald (Planungsname: Landkreis Südvorpommern) wurde im Zuge der Kreisgebietsreform Mecklenburg-Vorpommern 2011 am 4. September 2011 aus der Stadt Greifswald, den Landkreisen Ostvorpommern, Uecker-Randow sowie Teilen des Landkreises Demmin (Ämter Jarmen-Tutow, Peenetal/Loitz) gebildet.
Als Kreisstadt war zunächst auch das zentral gelegene Anklam in Erwägung gezogen worden. Schließlich entschied sich der Landtag aber für die einwohnerreichste Stadt Greifswald.
Bei den Landtags-, Kreistags- und Landratswahlen am 4. September 2011 fiel bei einem Bürgerentscheid über den Namen des Landkreises die Mehrheit auf „Vorpommern-Greifswald“ und nicht auf die Alternative „Ostsee-Haffkreis Vorpommern“.

### Bevölkerungsentwicklung
| Jahr      | 2016    | 2017    | 2018    | 2019    | 2020    | 2021    | 2022    |
| --------- | ------- | ------- | ------- | ------- | ------- | ------- | ------- |
| Einwohner | 237.374 | 237.066 | 236.697 | 235.623 | 235.773 | 235.451 | 237.355 |

## Politik

### Kreistag
Der Kreistag des Landkreises Vorpommern-Greifswald besteht aus 69 Abgeordneten. Seit der Wahl vom 09. Juni 2024 setzt er sich wie folgt zusammen:
- Linke: 4
- BSW: 7
- Tierschutz: 2
- SPD: 5
- Grüne: 4
- Sonst.: 7
- FDP: 1
- FW: 1
- CDU: 17
- AfD: 20
- Die Heimat: 1

Wahlergebnisse vergangener Wahlen
| Parteien und Wählergemeinschaften | Parteien und Wählergemeinschaften                | Prozent 2019 | Sitze 2019 | Prozent 2014 | Sitze 2014 | Prozent 2011 | Sitze 2011 | Prozent 2009 |        |
| --------------------------------- | ------------------------------------------------ | ------------ | ---------- | ------------ | ---------- | ------------ | ---------- | ------------ | ------ |
| CDU                               | Christlich Demokratische Union Deutschlands      | 29,2         | 20         | 34,6         | 24         | 28,3         | 19         | 33,9         |        |
| AfD                               | Alternative für Deutschland                      | 16,9         | 12         | 4,9          | 3          | –            | –          | –            |        |
| DIE LINKE.                        | DIE LINKE.                                       | 12,9         | 9          | 17,7         | 12         | 18,7         | 13         | 23,0         |        |
| SPD                               | Sozialdemokratische Partei Deutschlands          | 10,5         | 7          | 13,3         | 9          | 19,7         | 14         | 12,7         |        |
| GRÜNE                             | Bündnis 90/Die Grünen                            | 8,3          | 6          | 4,0          | 3          | 6,1          | 4          | 4,1          |        |
| KfV                               | Kompetenz für Vorpommern                         | 6,4          | 4          | 9,8          | 7          | 9,5          | 7          | –            |        |
| FDP                               | Freie Demokratische Partei                       | 3,3          | 2          | 2,3          | 2          | 3,1          | 2          | 6,8          |        |
| Tierschutzpartei                  | Partei Mensch Umwelt Tierschutz                  | 3,1          | 2          | –            | –          | –            | –          | –            |        |
| NPD                               | Nationaldemokratische Partei Deutschlands        | 2,8          | 2          | 6,6          | 5          | 9,0          | 6          | 6,3          |        |
| FREIE WÄHLER                      | FREIE WÄHLER                                     | 2,4          | 2          | –            | –          | 1,0          | 1          | 1,4          |        |
| BG                                | Bürgerliste Greifswald                           | 1,8          | 1          | 1,9          | 1          | 1,1          | 1          | 1,9          |        |
| Freier Horizont VG                | Freier Horizont – Bündnis für Vorpommern         | 0,7          | 1          | –            | –          | –            | –          | –            |        |
| WG BV-LR                          | Wählergemeinschaft Bauernverband-Ländlicher Raum | –            | –          | 1,4          | 1          | 1,4          | 1          | 1,0          |        |
| PIRATEN                           | Piratenpartei Deutschland                        | –            | –          | 1,3          | 1          | 1,5          | 1          | –            |        |
|                                   | Sonstige                                         | 0,5          | –          | 1,6          | 1          | 0,6          | –          | 9,9          |        |
|                                   | Einzelbewerber                                   | 1,3          | 1          | 0,4          | –          | –            | –          | 0,3          |        |
| Gesamt                            | Gesamt                                           | 100          | 69         | 100          | 69         | 100          | 69         | 100          |        |
| Wahlbeteiligung                   | Wahlbeteiligung                                  | 56,5 %       | 56,5 %     | 47,7 %       | 47,7 %     | 50,3 %       | 50,3 %     | 47,1 %       | 47,1 % |

- Sonstige: 2019: Landleben Tollensetal (0,3 %), WGK (0,2 %), 2014: AL (0,9 %), UBL 94 (0,3 %), BBG (0,3 %) und WG B (0,1 %); 2011: FWG Jarmen (0,3 %) und UWG (0,3 %); 2009: IfA (3,0 %), BB UER (2,8 %), WIP (0,8 %), UWG (0,4 %), WIK (0,4 %), BfP (0,4 %), WGK (0,3 %), WGLR (0,3 %) und UBL 94 (0,1 %).
- Einzelbewerber: 2019: Lars Bergemann (1,0 %), Veit Vielhaber (0,3 %), Michael Koch (0,0 %), 2014: Matthias Bahner (0,2 %), Martin Schindler (0,2 %); 2009: k. A.
- Das Ergebnis der Kreistagswahl 2009 wurde umgerechnet auf das Wahlgebiet 2011.

Im Kreistag haben sich (Stand 9. August 2021) folgende Fraktionen (mindestens 4 Kreistagsmitglieder) gebildet: CDU (22 Mitglieder, incl. 1 Mitglied FREIE WÄHLER), AfD (7 Mitglieder), DIE LINKE. (9), Grüne und Tierschutzpartei (GuT) (8, incl. 2 Mitglieder der Tierschutzpartei), SPD (7), Freie Demokraten/Freier Horizont/Bürgerliste Greifswald (5 Mitglieder, incl. 1 Mitglied FREIE WÄHLER), Konservativer Bürgerbund Vorpommern (4), welcher sich am 9. August 2021 von der AfD-Fraktion abgespalten hat unter anderem Ralph Weber (Rechtswissenschaftler) umfasst. Es gibt 6 fraktionslose Kreistagsmitglieder: Kompetenz für Vorpommern (3), NPD (2 Mitglieder), Einzelbewerber Bergemann (1 Mitglied). Im Kreistag wird mit wechselnden Mehrheiten abgestimmt.
Der Landkreis (Wahlkreisnummer 75) bestand aus 303 Wahlbezirken mit 201.181 Wahlberechtigten. Zur Wahl gingen 113.612 Wähler, die 326.163 gültige Stimmen abgaben. Dies entspricht einer Wahlbeteiligung von 56,5 % (alle Daten aus 2019, amtliches Endergebnis).
Im September 2018 setzten sich die Fraktionen noch wie folgt zusammen:
CDU (25 Mitglieder), Die Linke (11), SPD (9), Kompetenz für Vorpommern (6), Fraktion NPD (5), Bündnis 90/Die Grünen – forum siebzehnvier (4). 9 Mitglieder des Kreistags waren fraktionslos.

Näheres zum Wahlverfahren und zu rechtlichen Bestimmungen: Kreistag (Mecklenburg-Vorpommern)

### Landrat
Wahl 2018
Zum Landrat wurde im Juni Michael Sack (CDU) gewählt, der sich in der Stichwahl klar gegen den Kandidaten der AfD durchsetzte.
| Kandidat                            | 1. Wahlgang (27. Mai 2018) | 1. Wahlgang (27. Mai 2018) | Stichwahl (10. Juni 2018) | Stichwahl (10. Juni 2018) |
| Kandidat                            | Stimmen                    | Anteil                     | Stimmen                   | Anteil                    |
| ----------------------------------- | -------------------------- | -------------------------- | ------------------------- | ------------------------- |
| Michael Sack (CDU)                  | 26.675                     | 41,5 %                     | 38.844                    | 79,5 %                    |
| Axel Gerold (AfD)                   | 10.078                     | 15,7 %                     | 10.002                    | 20,5 %                    |
| Dirk Scheer (Einzelbewerber)        | 9.703                      | 15,1 %                     |                           |                           |
| Monique Wölk (SPD)                  | 8.043                      | 12,5 %                     |                           |                           |
| Ulrike Berger (Grüne)               | 7.344                      | 11,4 %                     |                           |                           |
| Kai-Uwe Ottenbreit (Einzelbewerber) | 1.927                      | 3,0 %                      |                           |                           |
| Andreas Suttor (Einzelbewerber)     | 523                        | 0,8 %                      |                           |                           |
| Wahlberechtigte                     | 201.815                    |                            | 201.605                   |                           |
| Wähler                              | 65.206                     | 32,3 %                     | 49.512                    | 24,6 %                    |
| davon gültige Stimmen               | 64.293                     | 98,6 %                     | 48.846                    | 98,7 %                    |

1. ↑  Um gewählt zu werden, benötigt ein Kandidat mehr als die Hälfte aller gültigen Stimmen.
2. ↑  Der Kandidat, der die meisten Stimmen auf sich vereinen kann, ist gewählt.

Wahl 2011
Zur Landrätin wurde im September 2011 mit 59,5 % Barbara Syrbe von der Partei Die Linke gewählt, die zuvor bereits seit 2001 als Landrätin des Landkreises Ostvorpommern fungiert hatte und sich in einer Stichwahl gegen die CDU-Bewerberin und damalige Landesjustizministerin Uta-Maria Kuder durchsetzte.

### Wappen
| Wappen des Landkreises Vorpommern-Greifswald | Blasonierung: „Von Silber und Gold durch eine schräglinke blaue Leiste geteilt; überdeckt durch einen aufgerichteten, golden bewehrten roten Greif mit aufgeworfenem Schweif.“ |
| Wappen des Landkreises Vorpommern-Greifswald | Wappenbegründung: Der Landkreis beschloss am 9. Dezember 2013 nach einem Ideenwettbewerb die Annahme eines Wappens. Das Wappen wurde von dem Greifswalder Ralf-Gunnar Werlich gestaltet. Es wurde am 18. März 2014 durch das Ministerium des Innern genehmigt und unter der Nr. 350 der Wappenrolle des Landes Mecklenburg-Vorpommern registriert. |

Die Gemeindewappen des Landkreises sind in der Liste der Wappen im Landkreis Vorpommern-Greifswald aufgeführt.

## Wirtschaft und Verkehr

### Wirtschaft
Der Landkreis zeigt ein starkes Nord-Süd-Gefälle im Bereich der Wirtschaft. Während in den nördlichen Kreisteilen die Stadt Greifswald als Wissenschafts- und Technologiestandort und die Insel Usedom als Tourismuszentrum in Mecklenburg-Vorpommern wirtschaftlich stabil dastehen, gibt es im Hinterland neben der Landwirtschaft und etwas Tourismus (der unter Fachkräftemangel leidet) nur wenige wirtschaftliche Alternativen. Die erneuerbaren Energien, insbesondere die Windkraft, werden stark ausgebaut, stützen jedoch kaum die lokale Wirtschaft.
Weitere Wirtschaftszweige im Landkreis sind die Holz- und Lebensmittelverarbeitung, die Bauwirtschaft und die metallverarbeitende Industrie. Größter Arbeitgeber im Landkreis ist die Universität Greifswald mit 5029 Beschäftigten. Die Bundeswehr ist mit 2400 Soldaten und 410 zivilen Mitarbeitern in Kasernen und Einrichtungen in Eggesin, Torgelow, Viereck und Wolgast sowie einem Truppenübungsplatz (Jägerbrück) vertreten.
Im Zukunftsatlas 2019 belegt der Landkreis Vorpommern-Greifswald den Rang 394 von 401 kreisfreien Städten und Landkreisen. Das ist der schlechteste Wert in Mecklenburg-Vorpommern.
Wichtige größere Unternehmen sind:
- Stadtwerke Greifswald
- Zuckerfabrik Anklam in Anklam
- Cheplapharm Arzneimittel GmbH in Greifswald
- HanseYachts AG in Greifswald
- Medigreif Unternehmensgruppe in Greifswald
- Riemser Arzneimittel AG in Greifswald
- Sparkasse Vorpommern in Greifswald
- EWN GmbH in Rubenow
- Eisengießerei Torgelow in Torgelow
- Peene-Werft in Wolgast
- BSW Handels GmbH (Bogensportwelt) in Anklam (Europas größter Bogenshop)[33]

### Verkehr

#### Straße
Der Landkreis Vorpommern-Greifswald ist aus Richtung Hamburg und Berlin über die Bundesautobahnen 20 und 11 erreichbar.
Der Landkreis Vorpommern-Greifswald wird durch mehrere Bundesstraßen erschlossen. Von überregionaler Bedeutung sind die mitten durch das Kreisgebiet führenden Bundesstraßen 109 und 105 von Berlin nach Stralsund. Die Bundesstraßen 104, 105, 109, 110, 111 und 113 erschließen das Kreisgebiet. Des Weiteren beginnen die Bundesstraßen 197 und 199 in Anklam.

#### Bahn
Durch den Landkreis verlaufen die Eisenbahnstrecken:
- Berlin – Züssow – Greifswald – Stralsund (Bahnstrecke Angermünde–Stralsund), (DB Regio und DB Fernverkehr IC/EC/ICE)
- Lübeck – Pasewalk – Stettin (Szczecin) (Bahnstrecke Bützow–Szczecin), (DB Regio)
- Pasewalk – Ueckermünde Stadthafen (Bahnstrecke Jatznick–Ueckermünde), (DB Regio)

Die Bahnstrecke Züssow–Wolgast sowie die Strecken auf der Insel Usedom (Wolgast–Swinemünde und Zinnowitz–Peenemünde) sind im Besitz der Usedomer Bäderbahn (UBB).
In der Urlaubssaison bietet die Deutsche Bahn verstärkt Fernverkehrszüge aus den Metropolregionen in Richtung Usedom/Rügen an.

#### Flugplätze
Der Verkehrsflughafen Heringsdorf und die Verkehrslandeplätze Anklam und Peenemünde stellen die Luftverkehrsanbindung dar. Allerdings sind momentan nur wenige und auch nur saisonale Fluglinien zu verzeichnen. Der Flugplatz Pasewalk befindet sich drei Kilometer westlich von Pasewalk (Pasewalk-Franzfelde).

#### Häfen
Weitaus wichtiger sind die Häfen. Die Ostseehäfen Greifswald-Ladebow, Vierow, Lubmin und Wolgast und der Binnenhafen Anklam sind die Träger der Schifffahrt im Landkreis.
Für Segel- und Motorboote befinden sich im Landkreis verschiedene Sportboothäfen:
- am Greifswalder Bodden in Wieck und Lubmin
- am Peenestrom in Kröslin
- am Stettiner Haff in Mönkebude, Altwarp und Ueckermünde

## Bildung und Forschung

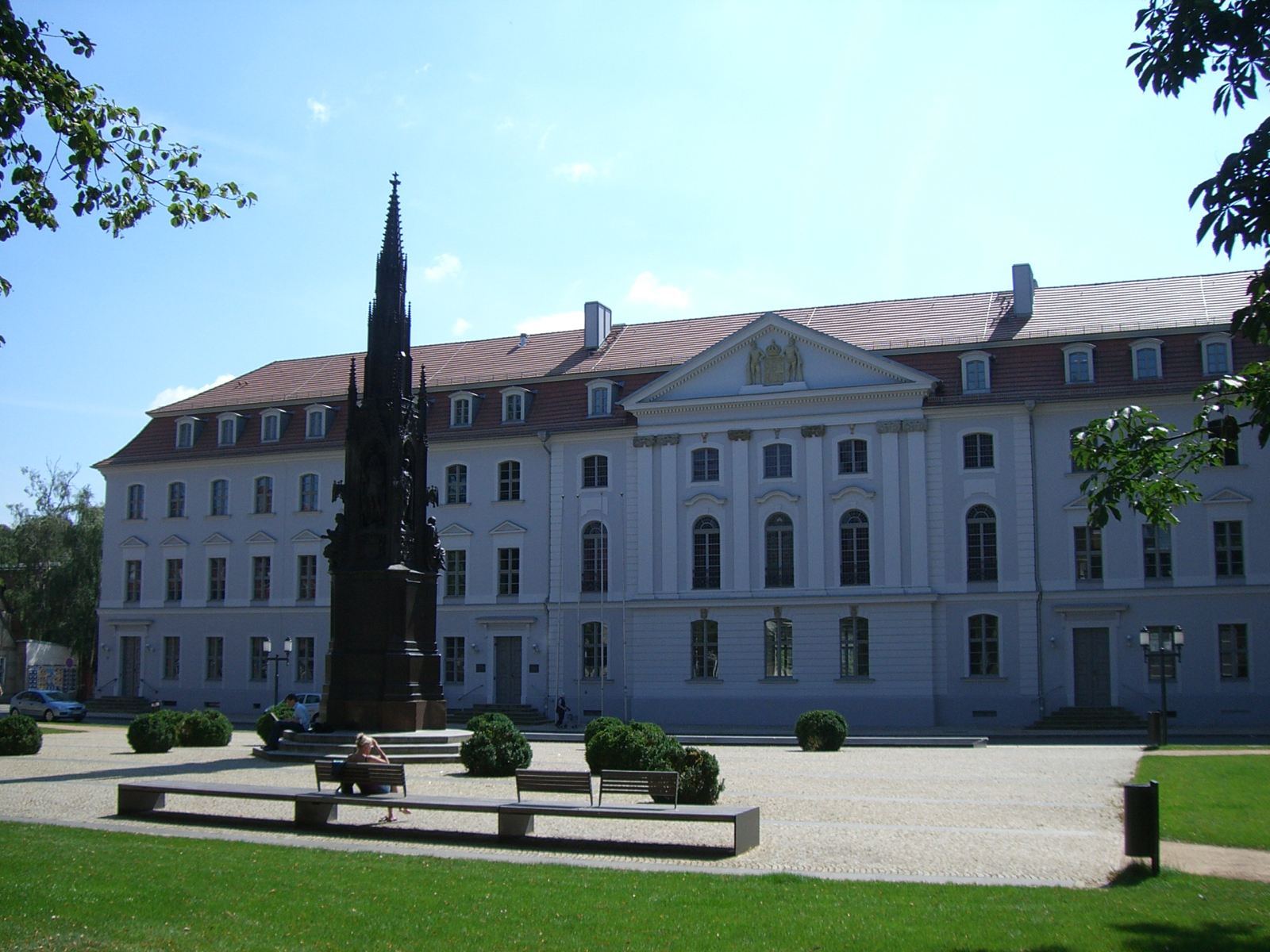
Die Universität Greifswald gehört zu den ältesten Universitäten in Deutschland.

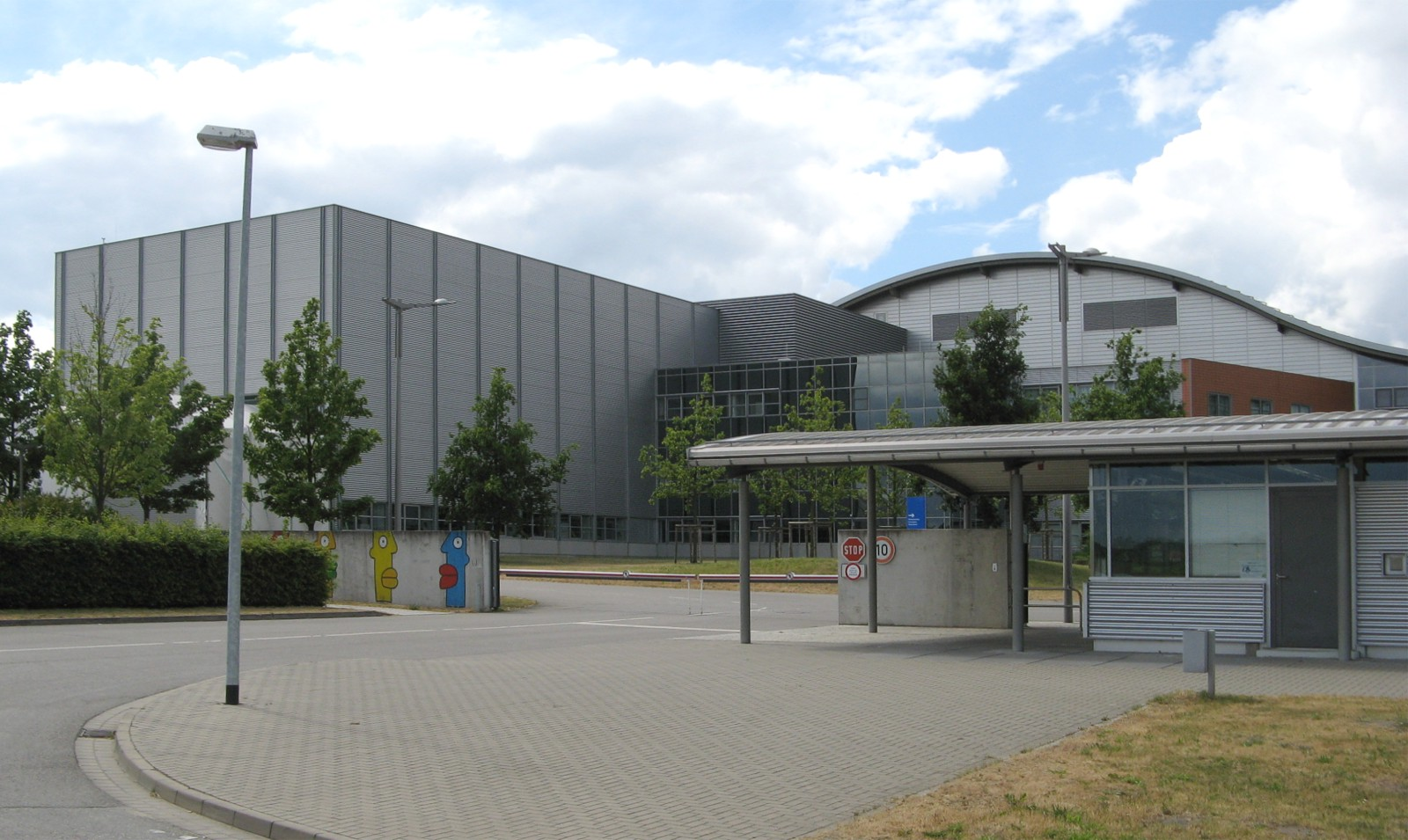
Versuchskomplex Wendelstein 7-X in Greifswald

### Schulen
Bedeutende Gymnasien im Landkreis sind unter anderem das Friedrich-Ludwig-Jahn-Gymnasium Greifswald (gegründet 1561) und das Lilienthal-Gymnasium Anklam (gegründet 1535). Als derzeit einziges staatliches Gymnasium darf das Alexander-von-Humboldt-Gymnasium Greifswald Klassen zur Förderung der Hochbegabung bereits ab Klasse 5 aufnehmen.
Zur Sicherung der Interessen der Schüler im Kreis wurde am 15. März 2013 der Kreisschülerrat Vorpommern-Greifswald (KSR V-G) gegründet.

### Universität
Die Universität Greifswald ist eine der ältesten Universitäten Mitteleuropas. Sie zeichnet sich durch gute Studienbedingungen und hohe Rankings in verschiedenen Studienfächern aus. Die Schwerpunkte der Lehre und Forschung liegen in den Bereichen der Physik, Medizin, Rechtswissenschaften, Wirtschaft sowie Kultur- und Geschichtswissenschaften.

### Wissenschaft
Um die Universität Greifswald herum haben sich verschiedene Forschungseinrichtungen angesiedelt, wie zum Beispiel das Friedrich-Loeffler-Institut, das Max-Planck-Institut für Plasmaphysik oder das Leibniz-Institut für Plasmaforschung und Technologie. Zusammen mit der Universitätsmedizin sind sie wichtige Forschungsstandorte und Wirtschaftsfaktoren, die weit über das Land Mecklenburg-Vorpommern hinaus wirken.

## Religion
Die evangelischen Kirchgemeinden im Landkreis Vorpommern-Greifswald gehören zum Kirchenkreis Greifswald und zum Kirchenkreis Pasewalk der Pommerschen Evangelischen Kirche, die im Jahre 2012 in der Evangelisch-Lutherischen Kirche in Norddeutschland aufgegangen ist. Innerhalb dieser Landeskirche besteht der mit der ehemaligen Pommerschen Evangelischen Kirche nahezu flächengleiche Pommersche Evangelische Kirchenkreis mit den Propsteien Demmin, Pasewalk und Stralsund.
Die katholischen Kirchgemeinden gehören größtenteils zum Dekanat Vorpommern des Erzbistums Berlins und teilweise zum Dekanat Neubrandenburg des Erzbistums Hamburg.

## Kfz-Kennzeichen
Am 4. September 2011 wurden dem Landkreis die Unterscheidungszeichen OVP (Ostvorpommern) und UER (Uecker-Randow) der beiden Altkreise zugewiesen. Diese behielten ihre Gültigkeit auch im Landkreis Vorpommern-Greifswald, bis dort am 1. Februar 2012 das Kürzel VG eingeführt wurde. Die Hansestadt Greifswald behielt ihr Kürzel HGW und gibt es bis heute aus.
In Zusammenhang mit der Kennzeichenliberalisierung sind seit dem 14. März 2013 auch die Unterscheidungszeichen ANK (Anklam), GW (Greifswald, für den damaligen Landkreis), PW (Pasewalk), UEM (Ueckermünde) und WLG (Wolgast) erhältlich. SBG (Strasburg) kam am 10. Juli 2013 hinzu.
Die Unterscheidungszeichen OVP und UER dürfen ebenfalls ausgegeben werden. Die Entscheidung hierüber trifft der Landkreis, der davon bisher keinen Gebrauch gemacht hat.